# Gumana Ben Wali
Gumana Ben Wali, née Ibrahim le 14 octobre 1991, est une tireuse sportive libyenne.

## Carrière
Gumana Ben Wali remporte aux Championnats d'Afrique de tir 2010 à Tipaza la médaille de bronze en carabine à air comprimé à 10 mètres.